# Apollo (Timebelle)
Apollo è un singolo del gruppo svizzero Timebelle, pubblicato il 10 marzo 2017.

## Pubblicazione
Il singolo è stato composto da Elias Näslin, Nicolas Günthardt e Alessandra Günthardt.
Con questo brano il 5 febbraio 2017 i Timebelle hanno partecipato al Die Entscheidungsshow, il programma di selezione nazionale svizzero per l'Eurovision, vincendo con il 47,88% del televoto.
Il brano è stato messo in commercio circa un mese dopo, il 10 marzo.
Con Apollo hanno rappresentato la Svizzera all'Eurovision Song Contest 2017, che si è tenuto a Kiev, in Ucraina. Il gruppo si è esibito nella seconda semifinale, ottenendo un 12º posto con 97 punti e senza poter raggiungere la finale.

## Tracce
Download digitale
1. Apollo – 2:59
2. Apollo (versione karaoke) – 2:59

## Classifiche
| Classifica (2017) | Posizione massima |
| ----------------- | ----------------- |
| Svizzera          | 37                |